# Aljustrel (freguesia)
A Freguesia de Aljustrel foi uma freguesia portuguesa do Município de Aljustrel que tinha 191,41 km² de área e 5 137 habitantes (2011), e, por isso, uma densidade populacional de 26,8 hab./km².
Foi extinta em 2013, no âmbito de uma reforma administrativa nacional, tendo sido agregada à freguesia de Rio de Moinhos, para formar uma nova freguesia denominada União das Freguesias de Aljustrel e Rio de Moinhos da qual é sede.

## População
| População da freguesia de Aljustrel (1864 – 2011) | População da freguesia de Aljustrel (1864 – 2011) | População da freguesia de Aljustrel (1864 – 2011) | População da freguesia de Aljustrel (1864 – 2011) | População da freguesia de Aljustrel (1864 – 2011) | População da freguesia de Aljustrel (1864 – 2011) | População da freguesia de Aljustrel (1864 – 2011) | População da freguesia de Aljustrel (1864 – 2011) | População da freguesia de Aljustrel (1864 – 2011) | População da freguesia de Aljustrel (1864 – 2011) | População da freguesia de Aljustrel (1864 – 2011) | População da freguesia de Aljustrel (1864 – 2011) | População da freguesia de Aljustrel (1864 – 2011) | População da freguesia de Aljustrel (1864 – 2011) | População da freguesia de Aljustrel (1864 – 2011) |
| ------------------------------------------------- | ------------------------------------------------- | ------------------------------------------------- | ------------------------------------------------- | ------------------------------------------------- | ------------------------------------------------- | ------------------------------------------------- | ------------------------------------------------- | ------------------------------------------------- | ------------------------------------------------- | ------------------------------------------------- | ------------------------------------------------- | ------------------------------------------------- | ------------------------------------------------- | ------------------------------------------------- |
| 1864                                              | 1878                                              | 1890                                              | 1900                                              | 1911                                              | 1920                                              | 1930                                              | 1940                                              | 1950                                              | 1960                                              | 1970                                              | 1981                                              | 1991                                              | 2001                                              | 2011                                              |
| 2.185                                             | 3.587                                             | 3.090                                             | 3.634                                             | 6.570                                             | 5.976                                             | 8.220                                             | 9.397                                             | 9.680                                             | 9.913                                             | 7.509                                             | 7.354                                             | 6.095                                             | 5.559                                             | 5.137                                             |

Com lugares desanexados da freguesia  de Aljustrel foi criada pela Lei nº 129/85, de 04 de Outubro, a freguesia de Rio de Moinhos
| Distribuição da População por Grupos Etários em 2001 e 2011 | Distribuição da População por Grupos Etários em 2001 e 2011 | Distribuição da População por Grupos Etários em 2001 e 2011 | Distribuição da População por Grupos Etários em 2001 e 2011 | Distribuição da População por Grupos Etários em 2001 e 2011 | Distribuição da População por Grupos Etários em 2001 e 2011 | Distribuição da População por Grupos Etários em 2001 e 2011 | Distribuição da População por Grupos Etários em 2001 e 2011 | Distribuição da População por Grupos Etários em 2001 e 2011 | Distribuição da População por Grupos Etários em 2001 e 2011 |
| ----------------------------------------------------------- | ----------------------------------------------------------- | ----------------------------------------------------------- | ----------------------------------------------------------- | ----------------------------------------------------------- | ----------------------------------------------------------- | ----------------------------------------------------------- | ----------------------------------------------------------- | ----------------------------------------------------------- | ----------------------------------------------------------- |
| Idade                                                       | 0-14                                                        | 15-24                                                       | 25-64                                                       | > 65                                                        |                                                             | 0-14                                                        | 15-24                                                       | 25-64                                                       | > 65                                                        |
| 2001                                                        | 744                                                         | 768                                                         | 2.946                                                       | 1.101                                                       |                                                             | 13,38%                                                      | 13,82%                                                      | 53,00%                                                      | 19,81%                                                      |
| 2011                                                        | 665                                                         | 522                                                         | 2.878                                                       | 1.072                                                       |                                                             | 12,95%                                                      | 10,16%                                                      | 56,02%                                                      | 20,87%                                                      |

## Património
- Castelo de Aljustrel e Igreja de Nossa Senhora do Castelo
- Cerro da Mangancha
- Necrópole do Monte do Farrobo
- Pelourinho de Aljustrel